# قصف مقر هيئة الأركان العامة السورية (1973)
كان قصف مقر هيئة الأركان العامة السورية في حرب تشرين عبارة عن غارة جوية شنتها القوات الجوية الإسرائيلية في 9 أكتوبر 1973، في اليوم الرابع من الحرب. وذلك في أعقاب هجوم سوري بصواريخ سطح-سطح على المستوطنات والمنشآت في شمال إسرائيل، هاجمت سبع طائرات من طراز إف-4 فانتوم الثانية من السرب 119 مقر هيئة الأركان العامة السورية والمباني المجاورة في وسط مدينة دمشق.

## خلفية تاريخية
في الساعة 03:35 من يوم 9 أكتوبر، ضربت صواريخ المدفعية السورية طراز فروغ-7 القاعدة الجوية الشمالية لإسرائيل في رمات ديفيد، مما أسفر عن مقتل طيار وإصابة عدد من الجنود. وسقطت صواريخ أخرى على مستوطنات مدنية قريبة، منها مجدال هعيمق وكيبوتز غفات. قررت الحكومة الإسرائيلية الرد بشدة على هجوم الصواريخ السوري، لردع الضربات المستقبلية وتعطيل جهود الحرب السورية. كان على سلاح الجو الإسرائيلي تدمير البنية التحتية التي تعتمد عليها القدرة العسكرية السورية على صنع الحرب، بضرب أهداف إستراتيجية في سوريا مثل صناعة النفط ونظام توليد الكهرباء. كان الهدف الأول هو مقر هيئة الأركان العامة السورية في حي أبو رمانة الراقي بدمشق. أرادت الغارة تعطيل عمليات القيادة والسيطرة السورية، لكنها مثلت أيضاً عامل ردع للأردن للحيلولة دون دخولها الحرب، وإثبات أنه على الرغم من الضربات التي عانت منها القوات الجوية الإسرائيلية، فلن يمكن ردعها عن نقل الحرب إلى سوريا.

## الغارة
كان لا بد من فتح طرق هجومية جديدة عبر لبنان من أجل السماح لطائرات سلاح الجو الإسرائيلي بضرب الأهداف داخل سوريا دون التحليق فوق المناطق المحمية بشدة حول مرتفعات الجولان. لذلك هاجم سلاح الجو الإسرائيلي أولاً محطة الرادار اللبنانية في جبل باروك، والتي كانت مرتبطة بشبكة الدفاع الجوي السورية وكانت قادرة على إمداد المدافعين السوريين بالتحذير المسبق من الضربات الإسرائيلية.
كُلفت ثلاثة أسراب إسرائيلية بمهمة مهاجمة مقر القيادة العامة السورية في دمشق وكان على كل منها المساهمة بثماني أسراب من طراز الفانتوم. قاد الضربة تشكيل من السرب 119 «سرب الخفافيش» بقيادة نائب السرب أرنون لافوشين (لابيدوت). كان من المقرر أن يتبع ذلك تشكيل فانتوم من السرب 107 بقيادة قائد السرب يفتاح سبيكتور، مع تشكيل من السرب 69 مكون من 8 طائرات بالنهاية.
بعد أن أقلعت التشكيلات الإسرائيلية الثلاثة من قواعدها في إسرائيل توجهت أولاً فوق البحر المتوسط، قبل أن تتجه شمالاً نحو لبنان ثم شرقاً نحو دمشق. عانت إحدى طائرات فانتوم التابعة للسرب 119 من عطل ميكانيكي، بعد فترة وجيزة من إقلاعها من تل نوف، مما أجبرها على العودة وترك السبعة الأخريات للمضي قدماً. واجهت تشكيلات الفانتوم غطاءاً كثيفاً من السحب، عند الاقتراب من هدفها، مما أدى إلى حجب هدفهم وجعل الاقتراب بأسلوب التحليق المنخفض، الضروري للهجوم المفاجئ، أمراً صعباً. فكر قائد التشكيل الرائد، أرنون لافوشين في إلغاء الغارة، لكنه كسر صمت اللاسلكي لإبلاغ تشكيله بأنهم ماضون في التنفيذ على أي حال. في نهاية المطاف، سمح وجود انقشاع في السحب فوق دمشق لطائرات الفانتوم برؤية الأرض وإعادة توجيه أنفسها نحو الهدف، مما أدى إلى مباغتة الدفاعات الجوية السورية على حين غرة. حيث انطلقت صفارات الإنذار بعد أن أصابت القنابل الأولى أهدافها بالفعل.
ألقت طائرات الفانتوم السبع من السرب 119 ما مجموعه 35 طناً من القنابل الواحدة تلو الأخرى مما تسبب في أضرار جسيمة للطوابق العليا من مبنى هيئة الأركان العامة السورية، كما تعرض المقر المجاور للقوات الجوية السورية ومحطة تلفزيونية قريبة ومركز ثقافي سوفيتي والعديد من المباني الأخرى في الحي الدبلوماسي بالمدينة للقصف. عندئذ انشغلت الطائرات الإسرائيلية، المتسللة دون اعتراض، بوسائل الدفاع الجوي المكثفة التي تحرس دمشق. فأصيبت طائرتين، سقطت إحداهما على الفور، مما أسفر عن مقتل نقيب طيار دوف شافير وسقط ملاحه ملازم طيار يعقوب يعقوبي في الأسر السوري. تعرضت طائرة أخرى لأضرار بالغة وأصيبت بحريق في محركها، إلا أن قائدها الرائد عمري أفيق تمكن من الهبوط بأمان في قاعدة رامات ديفيد.
كان تشكيل طائرات الفانتوم الثمانية من السرب 107 المنطلق من حتسريم يُحلق في طريق مختلف قليلاً إلى الهدف، على عكس تشكيل لافوشين. فشل هذا التشكيل في تحديد أي خرق في الغطاء السحابي فوق الهدف وبالتالي طلب هدفاً بديلاً. فتحولت طائرات الفانتوم لقصف المدرعات السورية بالقرب من الحسينية في مرتفعات الجولان. دمرت ضرباتهم طابور مدرع وسمحت للقوات الإسرائيلية بدفع القوات السورية للتراجع فوق خطوط وقف إطلاق النار قبل الحرب. بعد أن سمع تشكيل طائرات السرب 69 المتأخر عن غارة السرب 107، عاد إلى قاعدته بعد إلقاء طائراته قنابلها ووقودها الزائد في البحر المتوسط، وهو القرار الذي أدى لاحقاً إلى انتقادات كثيرة من زملائهم الطيارين.

## النتائج
أعلنت سوريا عن مقتل 26 مدنياً في الغارة وإصابة 117 آخرين، بينما أفاد الاتحاد السوفيتي عن مقتل 30 شخصاً في مركزه الثقافي. وكان من بين القتلى عدة دبلوماسيين أجانب. تعرضت إسرائيل لتوبيخ حاد من المجتمع الدولي نتيجة الأضرار الجانبية التي سببتها الغارة، فقد أدان السفير السوفيتي لدى الأمم المتحدة الغارة ووصفها بـ«البربرية». زعمت سوريا أن دفاعاتها الجوية أسقطت أربع طائرات مهاجمة.
مع ذلك، دفعت هذه الغارة على مقر القيادة العامة السورية وكذلك الغارات على أهداف إستراتيجية أخرى، سوريا إلى سحب وسائل الدفاع الجوي من الجبهة من أجل حماية مقراتها عالية القيمة، وبالتالي إضعاف دفاعات الخطوط الأمامية. أُجبرت هيئة الأركان العامة السورية وقيادة القوات الجوية على نقل مقراتهما. كشف أسرى الحرب الإسرائيليون العائدون بعد الحرب أن العديد من الطيارين كانوا محتجزين في جوف مركز قيادة القوات الجوية وقت الغارة وأن السوريين استجوبوهم لاحقاً حول كيفية علم القوات الجوية الإسرائيلية بتجنب ضرب أماكنهم.